# Tolibbek Ayyombekov
Tolibbek Ayyombekov (tadjik: Толиббек Айёмбеков , écriture perso-arabe : طالب‌بیک ایام‌بیک‌اف ; né le 6 juillet 1966 à Khorog), communément appelé Tolib Ayombekov (tadjik: Толиб Аёмбеков , écriture perso-arabe : طالب ایام‌بیک‌اف), est un Pamiri chiite ismaélite emprisonné et un ancien combattant de l'opposition du Tadjikistan, impliqué dans les affrontements du Haut-Badakhshan en 2012 contre les forces gouvernementales du président tadjik au pouvoir, Emomali Rahmon. Jusqu'à son arrestation en juin 2022, il était particulièrement influent dans son microraion de Khlebzavod, à Khorog.
Ayyombekov est le frère de l'ancien commandant de l'opposition tadjike Abdulamon Ayyombekov, et était un combattant de l'opposition pendant la guerre civile tadjike de 1992 à 1997 entre l'opposition tadjike unie et le gouvernement dirigé par le président Rahmon Nabiyev. Après l'assassinat de son frère Abdulamon en 1994, il est devenu de facto le chef de toutes les milices d'opposition du Haut-Badakhshan.